# Theodorus Jorissen

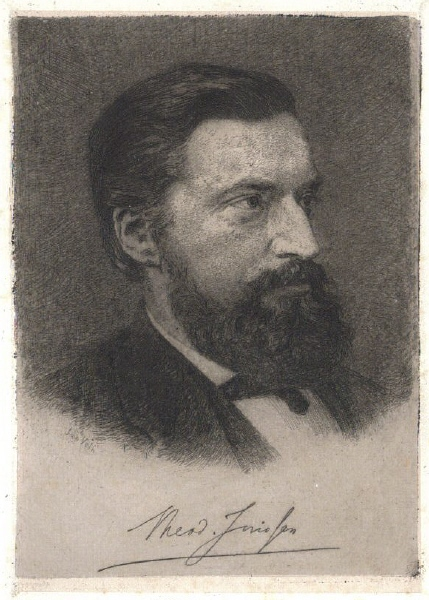
Theodorus Jorissen, Radierung von Jan Veth, 1891

Thomas Theodorus Hendrikus Jorissen (* 22. Februar 1833 in Utrecht; † 1. April 1889 in Amsterdam) war ein niederländischer Historiker.

## Leben
Jorissen war zuerst Lehrer am Gymnasium in Gouda, dann an der höheren Bürgerschule in Haarlem. Ab 1865 war er Professor der Geschichte am Athenäum in Amsterdam (dem Vorgänger der heutigen Universität).
Er war ab 1874 Mitglied und von 1877 bis 1885 Ehrenmitglied der Königlich Niederländischen Akademie der Wissenschaften.

## Schriften (Auswahl)
- Abelard en Heloïse, Den Haag 1862.
- Charlotte de Corday, Groningen 1864.
- Over het begrip van algemeene geschiedenis, Amsterdam 1865.
- De Omwenteling van 1813, bijdragen tot de geschiedenis der revolutie, 2 Teile, 1865–1868.
- Napoleon I. et le roi de Hollande, Den Haag 1868.
- Gijsberl Karl van Hogendorp en L. van Limburg-Stirum, Groningen 1869.
- De ondergang van het koningrijk Holland, Arnheim 1871.
- Constantin Huygens, Arnheim 1871.
- De Eerste Coalitie en de Republiek der Vereenigde Nedelanden, Amsterdam 1877.

Außerdem hat sich Jorissen durch literaturgeschichtliche Arbeiten, namentlich über Joost van den Vondel, einen Namen gemacht.